# Dilworth (Minnesota)
Dilworth é uma cidade localizada no estado americano de Minnesota, no Condado de Clay.

## Demografia
Segundo o censo americano de 2000, a sua população era de 3001 habitantes.
Em 2006, foi estimada uma população de 3521, um aumento de 520 (17.3%).

## Geografia
De acordo com o United States Census Bureau tem uma área de
5,1 km², dos quais 5,1 km² cobertos por terra e 0,0 km² cobertos por água.

## Localidades na vizinhança
O diagrama seguinte representa as localidades num raio de 12 km ao redor de Dilworth.